# Rodolfo Garcia
Rodolfo Augusto de Amorim Garcia (Ceará-Mirim, 25 de maio de 1873 — Rio de Janeiro, 14 de novembro de 1949) foi um historiador e intelectual brasileiro, filho de Augusto Carlos de Amorim Garcia e de Maria Augusta de Amorim Garcia.
Bacharel em direito, pela Faculdade de Direito de Recife, dedicou-se ao ensino de história, geografia, francês e português ainda nessa cidade. Radicando-se no Rio de Janeiro em 1910 tornou-se amigo e discípulo de Capistrano de Abreu, tendo sido responsável pela atualização e notas da História Geral do Brasil de Francisco Adolfo de Varnhagen, dedicando-se também a estudos linguísticos, como o Dicionário de brasileirismos, Nomes das aves em língua tupi, Glossário das palavras e frases da língua tupi; antropológicos, como Catecismo da doutrina cristã na língua brasílica da nação kariri; e geográficos, como Nomes geográficos peculiares ao Brasil e Bibliografia de geografia do Brasil. Também escreveu notas para a publicação de 1930 do livro "Diálogos das grandezas do Brasil" , obra escrita por volta do início do século XVII.
Foi membro do Instituto Histórico e Geográfico Brasileiro e da Academia Brasileira de Letras, eleito em 2 de agosto de 1934 e empossado em 13 de abril de 1935. Diretor do Museu Histórico Nacional e da Biblioteca Nacional.